# Sint-Martinuskerk (Beek, Nederlands Limburg)
De Sint-Martinuskerk is een kerkgebouw in Beek in de gemeente Beek in de Nederlandse provincie Limburg. De kerk staat aan de Burgemeester Janssenstraat aan het uiteinde van de straat Markt. Ten oosten van de kerk ligt de straat Achter de Kerk en aan de zuidzijde begint de Sint Martinusstraat. Op ongeveer 150 meter naar het noordwesten staat de Protestantse Kerk.
De kerk is gewijd aan Martinus van Tours. Het gebouw is een rijksmonument.

## Geschiedenis
In 1250 werd er hier de eerste kerk gebouwd. Dit was een gotische pseudobasiliek die voorzien was van een westtoren.
In de periode 1633-1835 werd de kerk gebruikt als simultaankerk waarbij de rooms-katholieken en de protestanten het kerkgebouw samen gebruikten gedurende het simultaneum. Na die tijd gebruikten de protestanten de Protestantse Kerk om te kerke te gaan.
In 1883 werd er vastgesteld dat de oude kerk te bouwvallig was geworden.
In de periode 1888-1910 werd er een nieuwe kerk gebouwd. Allereerst verrees in 1889-1890 het koor, transept en de sacristie naar het ontwerp van architect Lambert von Fisenne uit Gelsenkirchen. In 1892-1893 volgde het middenschip, de zijbeuken en het voorportaal. In 1909-1910 werd, na sloop van de oude toren, het schip uitgebreid met een travee, een westtransept en een toren naar het ontwerp van de architecten Joseph Cuypers en Jan Stuyt.
In 1998 werd er op het dak een nieuwe vieringsdakruiter met carillon geplaatst naar een ontwerp van J. Wehrung.

## Opbouw
Het georiënteerde kruiskerk is opgetrokken in tufsteen en zandsteen in neoromaanse stijl. Het bestaat uit een in het front naast de lengte-as geplaatste toren, een driebeukig schip met vier traveeën in basilicale opstand, een transept met vieringsdakruiter en een koor met een travee, zijkoren en halfronde koorsluiting. De toren heeft vier geledingen en wordt gedekt door een tentdak. Het gebouw is aan de buitenzijde bekleed met pilasters en een enkele steunbeer.
Aan de binnenzijde wordt de kerk gedekt door bakstenen kruisribgewelven. In het gebouw bevinden zich enkele grafzerken die uit de 16e en 17e eeuw stammen. Rond de kerk bevinden zich enkele oude grafstenen.

## Galerij

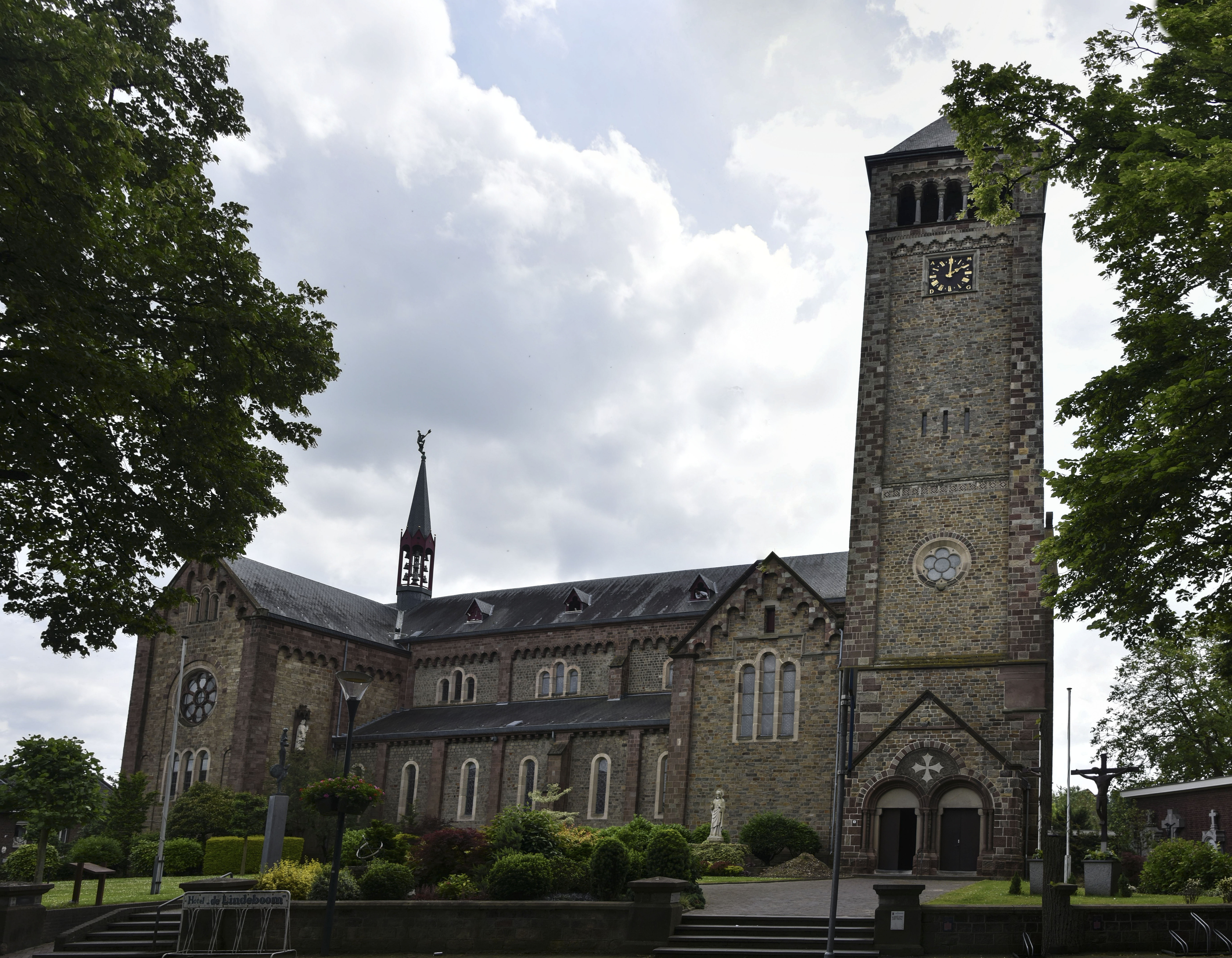
De Sint-Martinuskerk
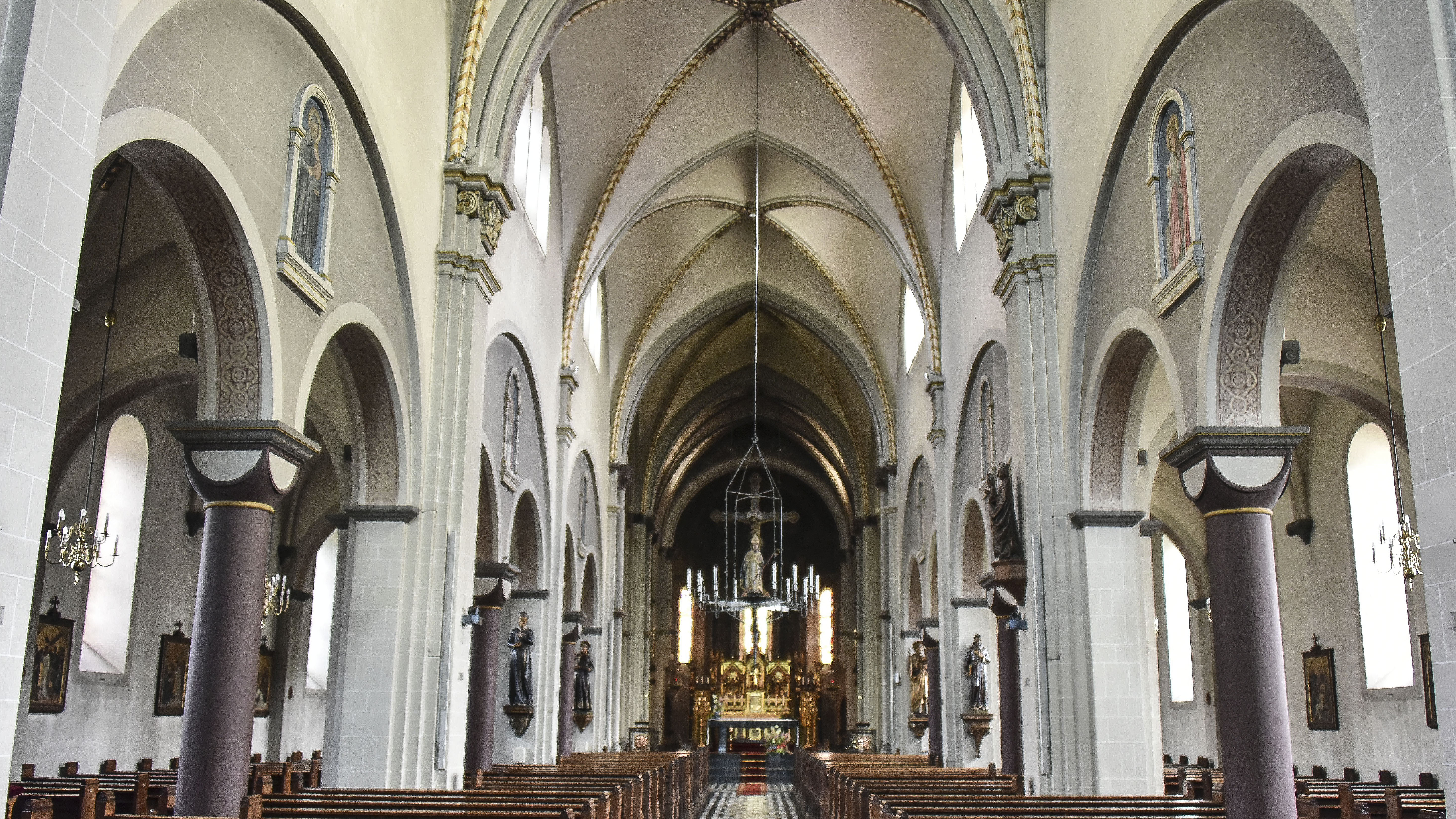
Het kerkschip
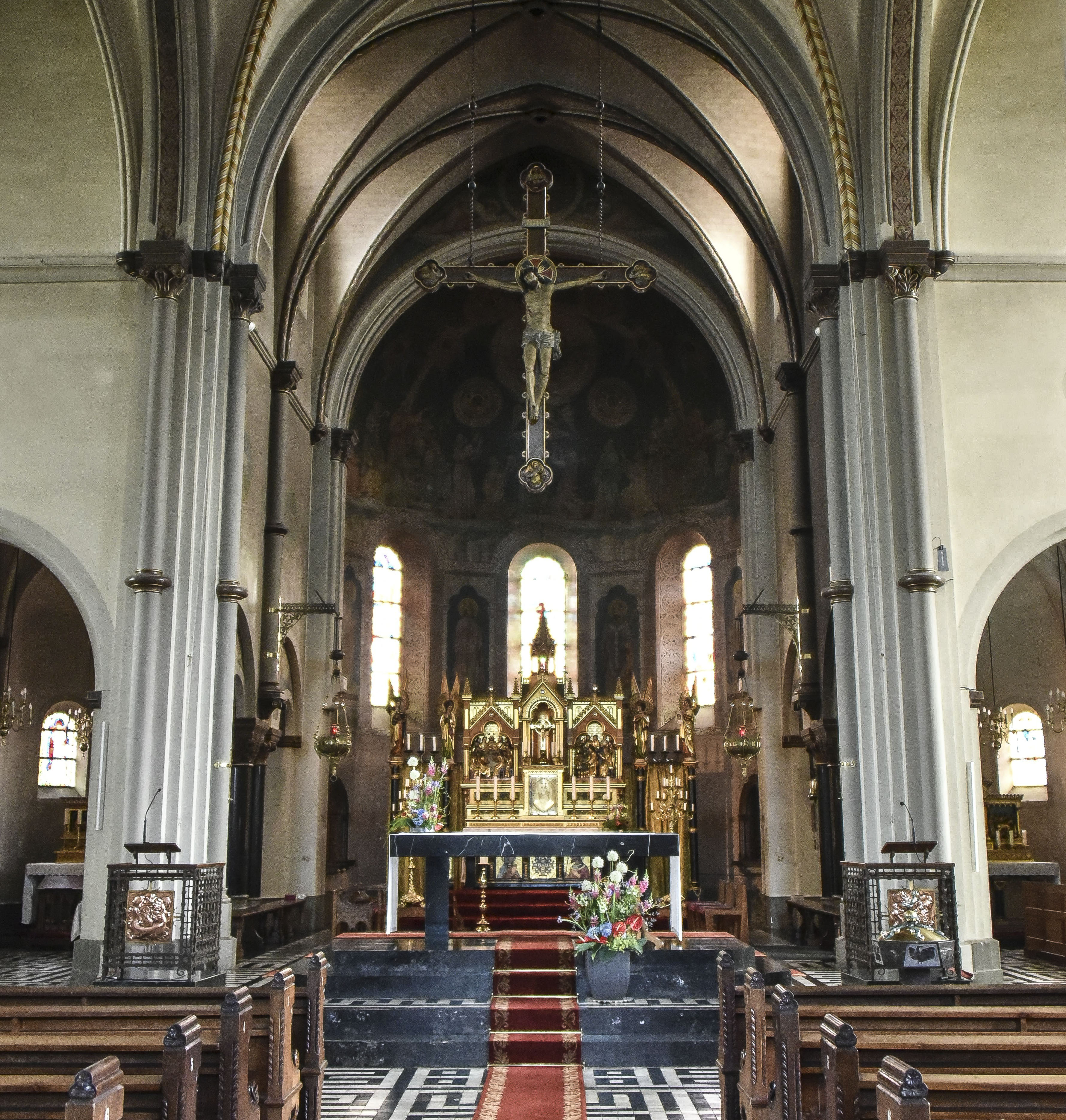
Priesterkoor en hoogaltaar
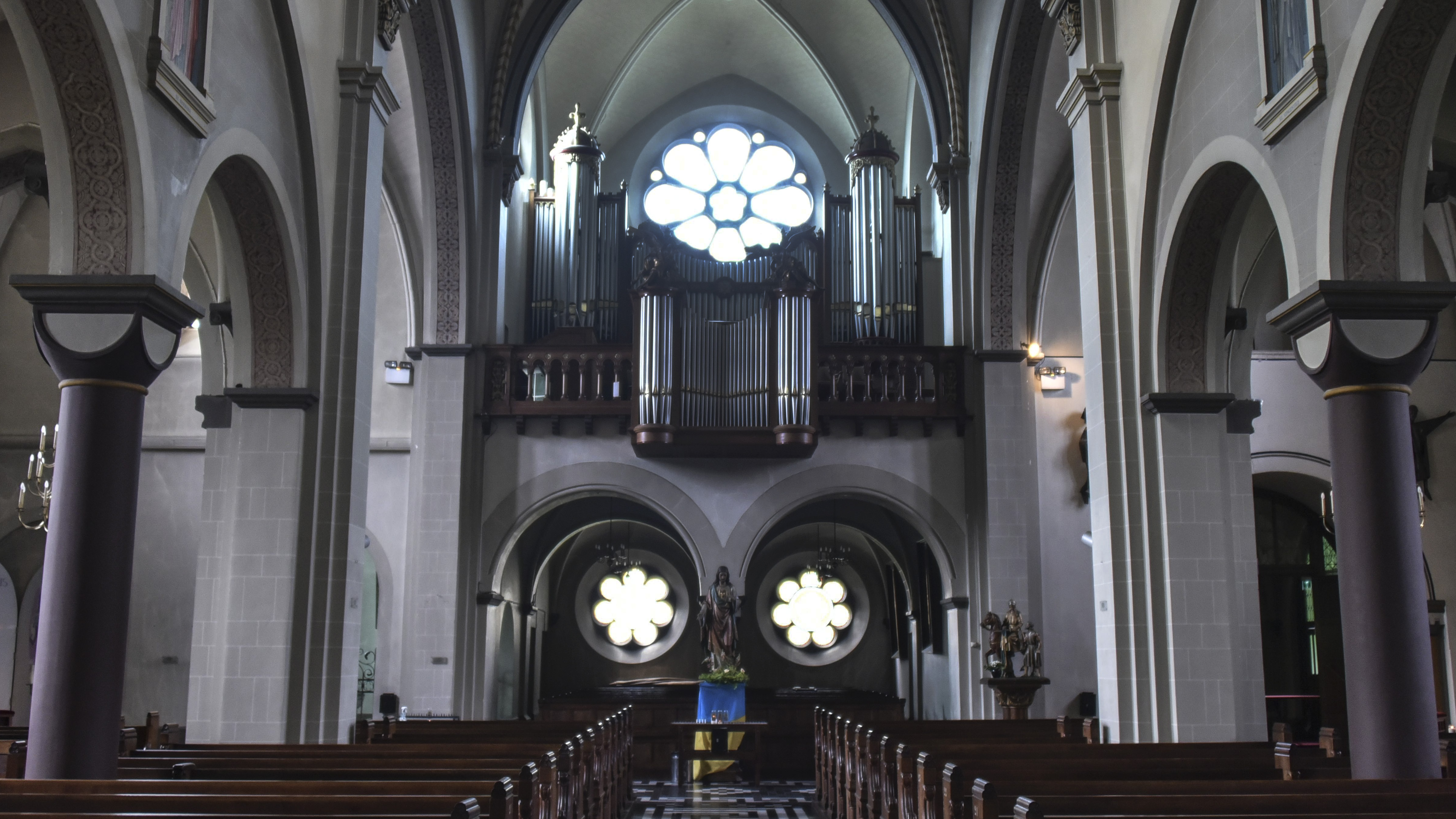
Het kerkorgel
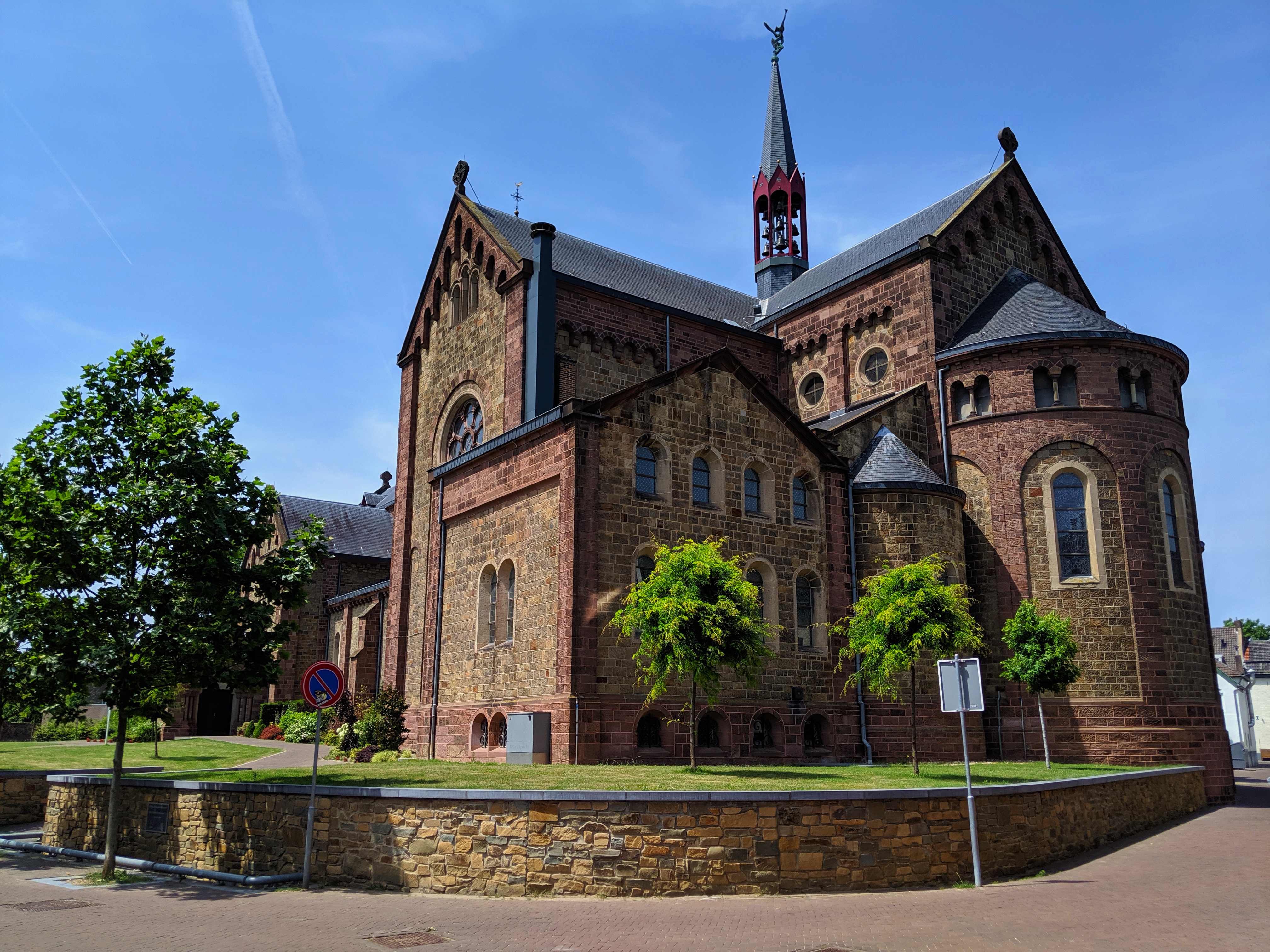
Oostzijde van de kerk